# Руис (муниципалитет)
Руи́с (исп. Ruíz) — муниципалитет в Мексике, штат Наярит, с административным центром в одноимённом городе. Численность населения, по данным переписи 2010 года, составила 34 393 человек.

## Общие сведения
Название Ruíz было дано городу, а затем и муниципалитету, в честь генерала Марьяно Руиса, боровшегося с режимом порфириато.
Площадь муниципалитета равна 521 км², что составляет 1,85 % от территории штата. Он граничит с другими муниципалитетами Наярита: на севере и востоке с Дель-Наяром, на юге с Сантьяго-Искуинтлой, на западе с Туспаном и Росаморадой.

## Учреждение и состав
Муниципалитет был образован в 1940 году. В состав муниципалитета входит 79 населённых пунктов, самые крупные из которых:
| код INEGI | Населённый пункт                                        | Численность населения (2005 год) | Численность населения (2010 год) |
| 011       | Всего                                                   | 20 996                           | 23 469                           |
| 0001      | Руис (административный центр)                           | 12 639                           | 14 050                           |
| 0030      | Эль-Венадо (исп. El Venado)                             | 1 299                            | 1 367                            |
| 0029      | Вадо-де-Сан-Педро (исп. Vado de San Pedro)              | 885                              | 1 015                            |
| 0011      | Пресидио-де-лос-Реес (исп. Presidio de los Reyes)       | 705                              | 832                              |
| 0026      | Сан-Лоренсо (исп. San Lorenzo)                          | 693                              | 802                              |
| 0027      | Сан-Педро-Искатан (исп. San Pedro Ixcatán)              | 516                              | 568                              |
| 0010      | Ла-Нория (исп. Heroico Batallón de San Blas (La Noria)) | 491                              | 568                              |